# Championnat de Belgique de hockey sur glace 2014-2015
Saison précédente
Le saison 2014-2015 est la 95e édition du Championnat de Belgique de hockey sur glace et la dernière à se jouer avant la fusion des championnats belge et néerlandais au sein de la BeNe League.

## Compétition

### Format
Les six équipes s'affrontent sous la forme d'un championnat aller-retour. À l'issue de cette phase, les quatre meilleures équipes s'affrontent pour la seconde phase. Les équipes s'afrontent une nouvelle fois sous la forme d'un championnat aller-retour. Le vainqueur est déclaré Champion de Belgique 2015.

### Équipes engagées
| Club                      | Ville             | Date de création | Classement 2013-2014 | Patinoire            |
| ------------------------- | ----------------- | ---------------- | -------------------- | -------------------- |
| Bulldogs de Liège         | Liège             | 1997             | 1er                  | Patinoire de Maaseik |
| Turnhout Tigers           | Turnhout          | 1981             | 2e                   | Kempisch ijsstadion  |
| Phantoms Deurne           | Anvers            | 1972             | 3e                   | Ijsbaan Ruggerveld   |
| IHC Louvain               | Louvain           | 1993             | 4e                   | IJsbaan Leuven       |
| Haskey Hasselt            | Hasselt           |                  | 5e                   |                      |
| Olympia Heist op den Berg | Heist-op-den-Berg | 1959             | 6e                   | Die Swaene           |

| Liège Turnhout Anvers Louvain Hasselt Heist-op-den-Berg |

### Première phase
| Clt   | Équipe                    | PJ | V | VP | D | DP | BP | BC | Diff | Pts |
| ----- | ------------------------- | -- | - | -- | - | -- | -- | -- | ---- | --- |
| +001, | Phantoms Deurne           | 9  | 7 | 1  | 1 | 0  | 50 | 26 | +24  | 23  |
| +002, | IHC Louvain               | 10 | 6 | 1  | 3 | 0  | 51 | 42 | +9   | 20  |
| +003, | Bulldogs de Liège         | 10 | 6 | 0  | 4 | 0  | 47 | 48 | -1   | 18  |
| +004, | Haskey Hasselt            | 9  | 4 | 0  | 5 | 0  | 54 | 41 | +13  | 12  |
| +005, | Olympia Heist op den Berg | 10 | 3 | 0  | 6 | 1  | 42 | 56 | -14  | 10  |
| +006, | Turnhout Tigers           | 10 | 1 | 0  | 8 | 1  | 31 | 62 | -31  | 4   |

- Qualifiés pour la seconde phase

### Seconde phase
| Clt   | Équipe            | PJ | V | VP | D | DP | BP | BC | Diff | Pts |
| ----- | ----------------- | -- | - | -- | - | -- | -- | -- | ---- | --- |
| +001, | Phantoms Deurne   | 4  | 4 | 0  | 0 | 0  | 26 | 10 | +16  | 15  |
| +002, | IHC Louvain       | 6  | 4 | 0  | 2 | 0  | 28 | 22 | +6   | 14  |
| +003, | Bulldogs de Liège | 4  | 2 | 0  | 2 | 0  | 18 | 15 | +3   | 7   |
| +004, | Haskey Hasselt    | 6  | 0 | 0  | 6 | 0  | 14 | 39 | -25  | 0   |

- Champion de Belgique